# Oratorio di San Gaetano da Thiene
L'oratorio di San Gaetano da Thiene è un edificio religioso ubicato ad Ariano nel Polesine, comune in provincia di Rovigo, nei pressi del centro dell'abitato e dell'argine sinistro del fiume Po.
Edificato alla fine del XVII secolo, è dedicato a san Gaetano Thiene, presbitero vicentino fondatore dell'Ordine dei Chierici regolari teatini e proclamato santo da papa Clemente X nella prima parte del secolo.

## Descrizione
L'oratorio è un edificio modesto nelle dimensioni, principalmente caratterizzato dalla facciata a vento impreziosita dalla presenza di quattro lesene doriche che, tramite una cornice marcapiano, termina in un timpano.
La pianta, a navata unica, presenta due cappelle laterali e termina in un'abside semicircolare. Addossato alla parete sinistra, parzialmente integrato nella struttura, sorge il campanile che termina con una cupola sopra la cella campanaria.